# Alpine Racer
Alpine Racer é um jogo de arcade lançado pela Namco em 1995. O jogador fica em um conjunto de pistas de como está o pé, mantendo em duas barras de estabilidade para jogar. 